# Sarus (got)
Sarus (d. 412) a fost un conducător got și general al împăratului Honorius. Este cunoscut pentru ostilitatea sa împotriva lui Alaric I și Ataulf, a fost fratele lui Sigeric, care i-a condus goții în 415.

## Cariera
Nu se cunoaște nimic despre viața sa înainte de a veni în 406 la comanda unei forțe gotice, împotriva invaziei din Italia a lui Radagaisus din 405-406. Trupele romane i-au învins în cele din urmă pe invadatori în bătălia de la Faesulae.
În 407 el a fost trimis împotriva uzurpatorului britanic Constantin al III-lea. Prima dată l-a învins și ucis pe Iustinian, unul dintre magistri militum a lui Constantin, apoi l-a păcălit și ucis pe Nebiogastes. Sarus l-a asediat pe Constantin în Valentia, dar a fugit înapoi în Italia la aproprierea noilor generali ai uzurpatorului, Edobichus și Gerontius. A fost obligat să predea toată prada rebilor bacaudae (bandiți romane târzii sau rebeli) pentru a trece peste Alpi.
În 410, Sarus se pare că trăia independent în regiunea Picenum. Ataulf, care venea să se alăture lui Alaric, cumnatul său, a decis să-l atace în trecere, acesta însă s-a refugiat la curtea lui Honorius. Mai târziu în același an, când Alaric negocia cu Honorius lângă Ravenna, Sarus împreună cu armata sa l-a atacat, aparent din proprie inițiativă. Acest lucru l-a determinat pe Alaric să jefuiască Roma pe 24 august.

## Moartea
Sarus pare să fi rămas în slujba împăratului pentru următorii doi ani, dar atunci când în 412 un alt uzurpator, Iovinus, a atacat nordul Galiei, susținut la început de Ataulf. Sarus a avut doar douăzeci și opt de bărbați cu el, însă Ataulf avea o forță de zece mii. Chiar și așa, Sarus a luptat curajos, fiind greu de capturat, și omorât într-un final.
Ataulf n-a fost destul de inteligent pentru a-și alătura oamenii lui Sarus în propriul său serviciu. Aceștia au așteptat până Ataulf i-a vizitat singur, ucigându-l în septembrie 415. Fratele lui Sarus, Sigeric, i-a condus timp de șapte zile înainte ca Wallia să-l elimine.